# Tachardina recurva
Tachardina recurva är en insektsart som beskrevs av Abraham Munting 1973. Tachardina recurva ingår i släktet Tachardina och familjen Kerriidae. Inga underarter finns listade i Catalogue of Life.